# Altastenberg
Altastenberg est un quartier de la ville de Winterberg, dans le Land allemand de Rhénanie-du-Nord-Westphalie.
Altastenberg est une station climatique qui compte 433 habitants en décembre 2009. Avec une altitude comprise entre 740 et 790 mètres, il s'agit du village le plus élevé du Sauerland.

## Situation géographique

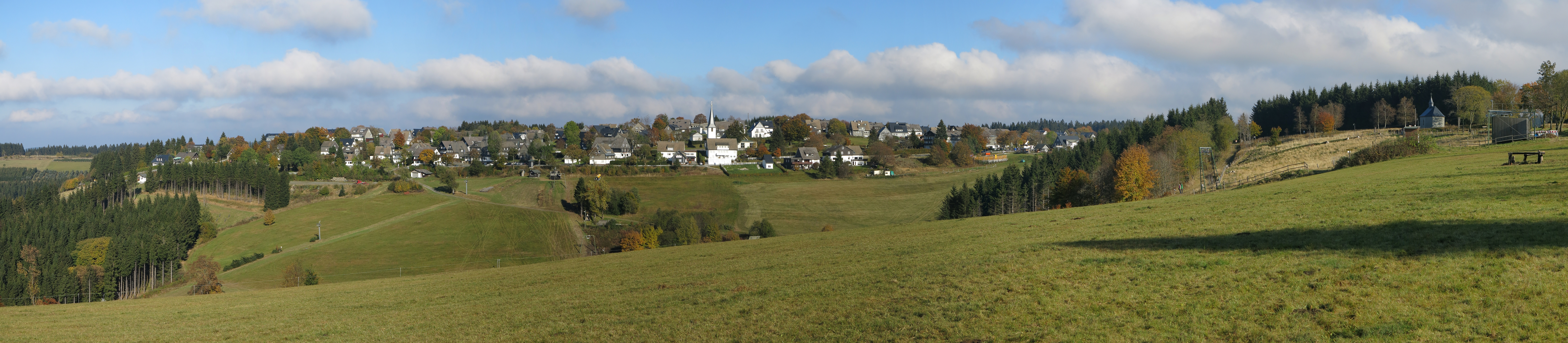
Vue panoramique du village

Altastenberg se situe dans le sud-est district du Hochsauerland, près de 2 km au nord-ouest du mont Kahler Asten (841,9), près de 2 km à l'ouest du Bremberg (810,0 m) et près de 4,5 km - à vol d'oiseau - à l'ouest de Winterberg. Il se situe entre les sources et les cours supérieurs de la Lenne au sud et de la Neger au nord-ouest, près de la crête principale du Rothaargebirge où passe une partie de la ligne de partage des eaux d'Allemagne. 

## Histoire
La localité, anciennement appelée "Lichtenscheid", fut établie vers 1540 par le Noble Johann von Hanxleden, qui y fit établir des charbonniers ainsi qu'un berger. Cela mena à un conflit avec les habitants du Winterberg voisin qui revendiquaient ces terres. Le baron de Waldeck reçut néanmoins des taxes pour l'utilisation des terres. 
En 1630, des documents d'époque relatent l'exécution sur le bûcher de quatre femmes accusées de sorcellerie. La chapelle Sankt Ersamus exista depuis le XVIIIe siècle, jusqu'à ce qu'une nouvelle église fut construite en 1971/1972. La localité reçut le nom de "Altastenberg", en opposition au nom du village voisin de Neuastenberg, nouvellement fondé au sud du mont Kahler Asten.
Les habitants étaient principalement bergers ou charbonniers. La production et la vente de produits à base de bois permettaient de compléter les revenus obtenus d'une maigre agriculture, ou encore de l'exploitation minière des ardoises dans la localité voisine de Nordenau. 
Pendant la Deuxième Guerre mondiale, les premiers dommages survinrent sur la fin de la guerre. En 1945, la construction d'une rampe de lancement des missiles V2 y fut envisagée, mais finalement jamais réalisée du fait de l'avancée des troupes Alliées. Les habitants du village se réfugièrent dans les anciennes mines d'ardoises pendant les combats. 19 personnes originaires d'Altastenberge périrent pendant la guerre, en majorité en tant que soldats sur le Front de l'Est ou en captivité. 
Le 1er janvier 1975, Altastenberg a été intégrée à Winterberg en tant que quartier.

## Tourisme
Le tourisme est de nos jours le secteur économique le plus important à Altastenberg. La station est connue notamment pour les sports d'hiver. Elle possède son propre domaine skiable, sa piste de ski de fond ainsi qu'un archaïque tremplin de saut à ski (la Westfalenschanze). Elle est située également à proximité de la station de Winterberg et aussi du téléski du Sahnehang. La localité est également appréciée en été. Altastenberg est située sur le parcours du chemin de randonnée du Rothaarsteig. La chapelle Kreuzbergkapelle est également une attraction appréciée par les touristes.

## Domaine skiable
Une très petite station de sports d'hiver a été aménagée sur le territoire de la commune. Elle possède le troisième plus vaste domaine skiable du massif du Rothaargebirge après les domaines de Winterberg et Willingen. Le domaine, desservi uniquement par des téléskis, a été aménagé sur les pentes situées en aval de la commune, en forme de cercle. Il est constitué d'une partie non négligeable de pistes de liaison - de fait des routes forestières enneigées. Le centre du domaine est constitué de pistes bleues, tandis que les extrémités du domaine possèdent des pistes comparativement plus longues et plus inclinées. Le sous-domaine du Schwedenhang est difficilement relié au reste du domaine, car il impose de marcher longuement pour le rejoindre. Son isolement relatif est renforcé quand l'archaïque teleski "Steilhang" est fermé - ce qui arrive régulièrement. La plus longue piste est de 1,5 km, et la dénivelé maximale atteint 180 m sur la piste noire Westfalenhang. Cette dernière offre 40 % de déclivité et est, selon la station, la seule piste homologuée FIS de la région. La saison se termine généralement mi-mars, en fonction du niveau d'enneigement. Six des sept téléskis desservent sept pistes enneigeables artificiellement. 
En dehors du parking central payant, quatre parkings gratuits sont situés le long de la route principale, ou encore aux extrémités du domaine.
Le ski nocturne peut y être pratiqué les vendredis et samedis, sur quatre pistes ("Kapellenhang", "Sonnenhang", "Brüchtalhang" et "Steilhang").
La station est membre du regroupement de stations Wintersport-Arena Sauerland. Avec un forfait régional à partir de trois jours, il est possible de skier sur les domaines voisins, notamment de Winterberg et Neuastenberg, mais aussi de Willingen, du Sahnehang (Kahler Asten), de Bödefeld et de Züschen - soit un total de 65 remontées mécaniques.